# Otakar Fischer
Otakar Fischer (ur. 15 maja 1884 w gminie Jeneč, zm. 14 lipca 1968 w Pradze) – czeski prawnik i urzędnik, minister spraw wewnętrznych Czechosłowacji w latach 1938–1939 i Protektoratu Czech i Moraw w 1939 roku.

## Życiorys
Ukończył studia prawnicze na Uniwersytecie Wiedeńskim i następnie pracował jako urzędnik w Opawie, Brnie i Wiedniu. Od 1918 roku był urzędnikiem czechosłowackiego Ministerstwa Spraw Wewnętrznych. W latach 1924–1931 pracował w Najwyższym Sądzie Administracyjnym.
W 1938 roku został mianowany ministrem spraw wewnętrznych w pierwszym rządzie Rudolfa Berana i pełnił tę funkcję także w jego drugim rządzie. Po II wojnie światowej prowadzono przeciwko niemu postępowanie karne, zostało ono jednak umorzone.